# Circuito Internacional de Shanghái
El circuito Internacional de Shanghái es un autódromo ubicado en Shanghái, China, construido en 2003 con el objetivo de albergar el Gran Premio de China de Fórmula 1 a partir del año 2004, y cuyo coste superó los 450 millones de dólares. Actualmente alberga el Gran Premio de China de Fórmula 1, el e-Prix de Shanghái de Fórmula E, la Copa Porsche Carrera Asia y otras competiciones locales. Este circuito fue sede del Gran Premio de China de Motociclismo, una fecha puntuable del Campeonato Mundial de Motociclismo que tuvo lugar desde 2005 hasta 2008.
Como varios de los otros autódromos de Fórmula 1 construidos en la década de 2000, Shanghái fue diseñado por el arquitecto de circuitos alemán Hermann Tilke, combinando nuevos estándares en arquitectura deportiva con el simbolismo cultural chino, pues su diseño emula el carácter chino shang (上), que significa «por encima» o «ascendente» y que forma parte de la propia palabra Shanghái.  

## Historia
El proyecto del circuito Internacional de Shanghái surgió como parte de la ambiciosa estrategia de las autoridades chinas para posicionar a la ciudad homónima como un centro mundial del deporte y el entretenimiento. La concepción del circuito se remonta a principios de la década de 1990, cuando el gobierno chino comenzó a buscar activamente la oportunidad de albergar una carrera de Fórmula 1. Tras el fallido intento del circuito Internacional de Zhuhai en 1996, que no cumplió con los estándares de la FIA, Shanghái se convirtió en la nueva esperanza para el automovilismo local.
En 2002, la administración del circuito, con asistencia de los organizadores del Gran Premio de Macao, firmó un contrato de siete años con Formula One Management para albergar el Gran Premio de China desde 2004 hasta 2011. La selección del sitio en el distrito de Jiading, a unos 40 kilómetros del centro de Shanghái, fue estratégica debido a su proximidad a las principales instalaciones de fabricación de componentes de automóvil y su potencial para el desarrollo urbano futuro.
La construcción del circuito comenzó en abril de 2003, con un equipo de arquitectos y expertos en diseño que visitaron el sitio entre abril y mayo para elaborar los planos. El desafío más significativo fue transformar 5,3 kilómetros cuadrados de terreno pantanoso, anteriormente utilizado como campos de arroz, en una instalación de clase mundial. Tilke concibió una visión que no solo cumpliera con los rigurosos estándares técnicos de la Fórmula 1, sino que también se integrara sin problemas en el paisaje de la ciudad.
Durante 18 meses, aproximadamente 3 000 trabajadores estuvieron en el sitio diariamente para completar la instalación, un logro notable tanto de ingeniería como de logística. En la primera etapa de construcción, los cimientos del circuito de 5,451 kilómetros y sus edificios circundantes se reforzaron con 40.000 pilotes de acero de 25 metros de largo cada uno, que se clavaron en el suelo pantanoso. Para crear las diferencias de elevación necesarias para las pistas de carreras, se requirió un trabajo de terraplenado masivo que agregó hasta once metros de diferencias de elevación al circuito.
El circuito fue financiado por una empresa conjunta financiada por el gobierno, compuesta por Shanghai Juss Corporation, Shanghai National Property Management Co Ltd, y Shanghai Jia'an Investment and Development Co Ltd, con un presupuesto total de 2,6 mil millones de yuanes (450 millones de dólares). Este costo convirtió al circuito en la instalación de Fórmula 1 más cara hasta la apertura del circuito Yas Marina en Abu Dabi cinco años después. El proyecto formó parte del ambicioso desarrollo de la Ciudad Automotriz de Anting, un plan de desarrollo de 10 años con una inversión prevista de 50 mil millones de yuanes (6,3 mil millones de dólares).

## Características

### Arquitectura y diseño
El diseño arquitectónico del circuito incorpora elementos simbólicos profundamente arraigados en la cultura china, comenzando con el trazado de la pista que emula el carácter chino shang (上), simbolizando «ascenso» o «éxito». La tribuna principal puede albergar 30.000 espectadores por sí sola, mientras que la capacidad total del circuito alcanza los 200.000 espectadores distribuidos en múltiples tribunas alrededor del trazado. Las instalaciones del paddock fueron diseñadas de manera única, con cada equipo de F1 teniendo su propio edificio, dispuestos como pabellones en un lago para evocar el antiguo Jardín Yuyuan de Shanghái.
La arquitectura del complejo también refleja el simbolismo de Shanghái como puerta de entrada al mundo, con el área de boxes y la torre de control formando la estructura de dos puertas. Los techos de las tribunas secundarias en lados opuestos del circuito tienen forma de hojas de loto, simbolizando la armonía indispensable entre la naturaleza y la tecnología. Incluso la elección del esquema de colores (rojo y dorado) no fue casual, ya que según la filosofía china, «cuando la fortuna (rojo) y el poder (dorado) se unen, nada puede obstaculizar el éxito».

### Trazado

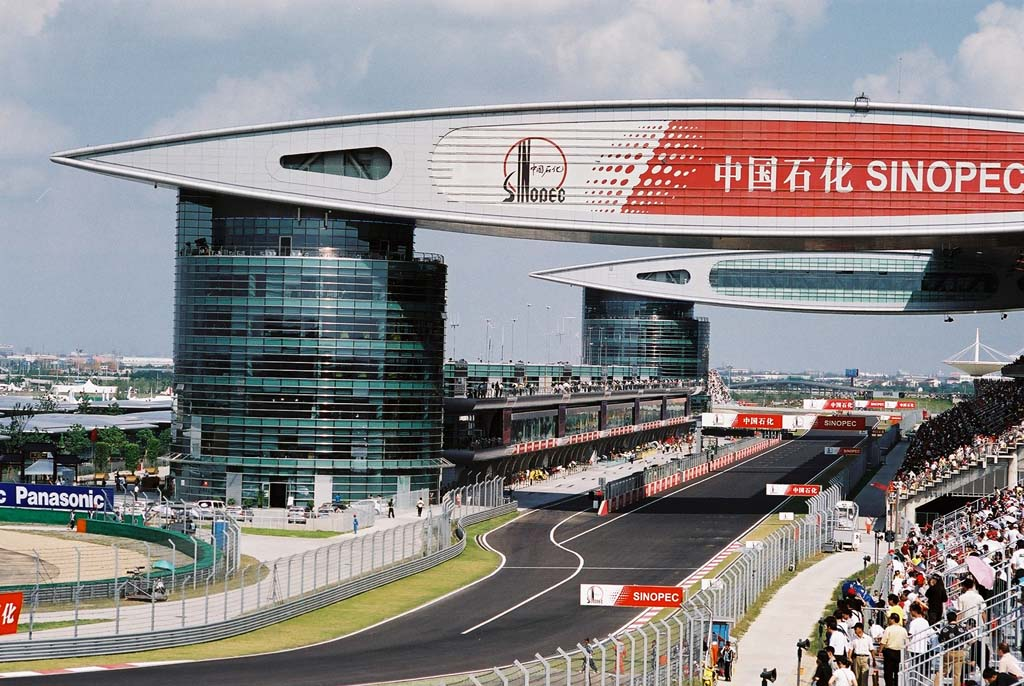
Imagen de la recta principal y la zona de boxes.

El circuito presenta un diseño técnico que desafía tanto a pilotos como a equipos con su combinación única de curvas de alta velocidad y secciones técnicas complejas. Con una longitud de 5,451 kilómetros, el circuito consta de 14 curvas y 2 rectas principales, requiriendo 56 vueltas para completar la distancia de carrera estándar de 305,066 kilómetros. La configuración del circuito permite que los pilotos pasen el 57,4% del tiempo de vuelta con el acelerador a fondo, lo que enfatiza la importancia de la potencia del motor y la eficiencia aerodinámica.
El primer sector del circuito se caracteriza por la icónica combinación de las curvas 1 y 2, conocida como la «curva caracol» o «yin-yang», que representa uno de los complejos de curvas más técnicos del calendario de Fórmula 1. Esta sección única requiere que los pilotos desaceleren gradualmente a través de un giro de casi 270 grados cuyo radio disminuye progresivamente, creando una experiencia de conducción sin igual en ningún otro circuito. La naturaleza ascendente de esta sección permite el frenado tardío desde velocidades de 320 km/h, pero demanda precisión absoluta para evitar salirse de la línea de carrera.
El segundo sector presenta una secuencia de curvas rápidas y fluidas, particularmente las curvas 7 y 8, que se toman a velocidades de aproximadamente 250 km/h y someten a los pilotos a fuerzas G significativas. Esta sección es especialmente exigente para el agarre de los neumáticos y el equilibrio del coche, ya que cualquier error en la configuración se amplifica a través de las curvas de alta velocidad. Las curvas 9 y 10 proporcionan oportunidades adicionales de adelantamiento, aunque requieren una aproximación técnica precisa.
El tercer sector culmina con una de las rectas más largas del calendario de Fórmula 1, un tramo de 1,2 kilómetros que permite a los coches alcanzar velocidades máximas de 340 km/h. antes del frenado intenso para la horquilla de la curva 14. Esta zona de frenado representa el punto más crítico del circuito, sometiendo a los pilotos a una desaceleración de 4,9G y proporcionando la mejor oportunidad de adelantamiento del circuito. La curva 16, el último giro del circuito, es crucial para el tiempo de vuelta ya que afecta directamente la velocidad de salida hacia la recta principal.

## Ganadores

### Fórmula 1
En este circuito ha estado ubicado en la última parte del campeonato de Fórmula 1, siendo la carrera que cerró la temporada de 2005, la antepenúltima de 2006 y 2004 y la penúltima de 2007 y 2008.

### 6 Horas de Shanghái
| Año   | Pilotos          | Pilotos          | Pilotos          | Equipo                | Automóvil               |
| ----- | ---------------- | ---------------- | ---------------- | --------------------- | ----------------------- |
| 2012  | Alexander Wurz   | Nicolas Lapierre | Nicolas Lapierre | Toyota Racing         | Toyota TS030 Hybrid     |
| 2013  | André Lotterer   | Benoît Tréluyer  | Marcel Fässler   | Audi Sport Team Joest | Audi R18 e-tron quattro |
| 2014  | Anthony Davidson | Sébastien Buemi  | Sébastien Buemi  | Toyota Racing         | Toyota TS040 Hybrid     |
| 2015  | Timo Bernhard    | Mark Webber      | Brendon Hartley  | Porsche Team          | Porsche 919 Hybrid      |
| 2016  | Timo Bernhard    | Mark Webber      | Brendon Hartley  | Porsche Team          | Porsche 919 Hybrid      |
| 2017  | Sébastien Buemi  | Anthony Davidson | Kazuki Nakajima  | Toyota Gazoo Racing   | Toyota TS050 Hybrid     |
| 2018  | Mike Conway      | Kamui Kobayashi  | José María López | Toyota Gazoo Racing   | Toyota TS050 Hybrid     |
| 20191 | Bruno Senna      | Gustavo Menezes  | Norman Nato      | Rebellion Racing      | Rebellion R13 Gibson    |

(1) En 2019 la carrera pasó a ser de 4 horas y a partir del 2020 fue eliminada del calendario del Mundial de Resistencia

### Campeonato Mundial de Turismos
| Año  | Carrera   | Piloto           | Marca     |
| ---- | --------- | ---------------- | --------- |
| 2012 | Carrera 1 | Alain Menu       | Chevrolet |
| 2012 | Carrera 2 | Robert Huff      | Chevrolet |
| 2013 | Carrera 1 | Tom Chilton      | Chevrolet |
| 2013 | Carrera 2 | Tiago Monteiro   | Honda     |
| 2014 | Carrera 1 | José María López | Citroën   |
| 2014 | Carrera 2 | Mehdi Bennani    | Honda     |
| 2015 | Carrera 1 | José María López | Citroën   |
| 2015 | Carrera 2 | Yvan Muller      | Citroën   |
| 2016 | Carrera 1 | Thed Björk       | Volvo     |
| 2016 | Carrera 2 | José María López | Citroën   |